# Gabriel Mbilingi
Gabriel Mbilingi C.S.Sp. (n. Bandua, Provincia de Bié, Angola, 17 de enero de 1958) es un religioso católico angoleño.

## Biografía

### Primeros años y formación
Nacido el día 17 de enero del año 1958 en la población angoleña de Bandua, perteneciente a la Provincia de Bié.
De niño asistió asistió a una escuela de primaria católica. Seguidamente en 1970, tras descubrir su vocación religiosa se trasladó a la ciudad de Huambo, porque decidió ingresar en el Seminario Menor de la Congregación del Espíritu Santo y del Inmaculado Corazón de María (C.S.Sp.), más conocidos como los Espiritanos. 
Después pasó a estudiar Filosofía en el Seminario Mayor Interdiocesano de Huambo.

### Vida religiosa
el 10 de abril de 1980 se unió de manera oficial a la congregación religiosa de los Espiritanos.
Con ellos, el 9 de abril de 1983 realizó sus votos monásticos y finalmente el 26 de febrero de 1984 fue ordenado sacerdote.
Más tarde, en 1988 marchó hacia Italia para estudiar en el Pontificio Seminario Francés de Roma, hasta su vuelta en 1992.

## Episcopado

### Obispo en Luena
El 15 de octubre de 1999 ascendió al episcopado cuando el papa Juan Pablo II le nombró Obispo Coadjutor de Luena.
Recibió la consagración episcopal el día 6 de enero del 2000 en la Basílica de San Pedro de la Ciudad del Vaticano, a manos del mismísimo sumo pontífice en calidad de consagrante principal. 
Sus co-consagrantes fueron los arzobispos de la Curia Romana, Giovanni Battista Re y Marcello Zago O.M.I.
Como coadjutor de su diócesis, el 7 de junio del 2000 se convirtió en el Obispo de Luena, tras la renuncia de José Próspero da Ascensão Puaty.

### Arzobispo en Lubango
Más tarde, el 11 de diciembre de 2006, el papa Benedicto XVI le nombró Arzobispo Coadjutor de Lubango.
Al mismo tiempo, el 22 de julio de 2007 la Asamblea Interregional de Obispos de África del sur que tuvo lugar en la capital angoleña, Luanda, lo eligió como Presidente de la Conferencia de Obispos Católicos del África Meridional.
El 6 de septiembre de 2009 con la renuncia del arzobispo Zacarias Kamwenho, siendo su coadjutor acabó convirtiéndose en el nuevo Arzobispo Metropolitano de Lubango. 
Como tal, el 29 de junio de 2010 en la Basílica de San Pedro, el papa Benedicto XVI le impuso el palio como nuevo Metropolitano de la Iglesia en la Provincia de Huíla.
Además, desde el 20 de noviembre de 2009 hasta el 9 de noviembre de 2015 fue el presidente de la Conferencia Episcopal de Angola y Santo Tomé y Príncipe (CEAST).
También desde septiembre de 2013 es el nuevo Presidente del Simposio de las Conferencias Episcopales de África y Madagascar (SECAM).
En abril de 2015, una semana después de la masacre de Monte Sumi, participó en una concentración popular promovida por el Gobernador de la Provincia de Lubango, Kundy Paihama, legitimando el crimen cometido por el Gobierno de Angola, según denuncia la Oficina del Alto Comisionado de las Naciones Unidas para los Derechos Humanos.